# Andrés María Rubio
Andrés María Rubio García, S.D.B. , sacerdote salesiano católico uruguayo.
Fue obispo auxiliar de Montevideo, y posteriormente obispo de Mercedes de 1975 hasta 1995.